# Copa do Mundo de ciclismo em pista de 2019-2020
A Copa do Mundo de ciclismo em pista de 2019-2020 é uma competição organizada pela UCI que reagrupa várias provas de ciclismo em pista. A temporada tem início em 1 de novembro de 2019 e termina em 26 de janeiro de 2020. Para esta estação, são programadas seis séries.

## Calendário
| Data                                 | País          | Velódromo               | Cidade    |
| ------------------------------------ | ------------- | ----------------------- | --------- |
| 1‐3 de novembro de 2019              | Bielorrússia  | Minsk-Arena             | Minsk     |
| 8‐11 de novembro de 2019             | Reino Unido   | Sir Chris Hoy Velodrome | Glasgow   |
| 29 de novembro‐1 de dezembro de 2019 | Hong Kong     | Hong Kong Velodrome     | Hong Kong |
| 6‐8 de dezembro de 2019              | Nova Zelândia | Avantidrome             | Cambridge |
| 13‐15 de dezembro de 2019            | Austrália     | Anna Meares Velodrome   | Brisbane  |
| 24‐26 de janeiro de 2020             | Canadá        | Velódromo de Milton     | Milton    |

## Classificação por equipas
| Faixa | País/Equipa    | MIN    | GLA    | HKG    | CAM    | BRI    | MIL    | Total    |
| ----- | -------------- | ------ | ------ | ------ | ------ | ------ | ------ | -------- |
| 1.    | Polónia        | 4521,0 | 3833,5 | 2786,0 | 4781,0 | 3822,0 | 2475,0 | 22.218,5 |
| 2.    | França         | 6297,5 | 5535,0 | 901,0  | 200,0  | 2030,0 | 5755,0 | 20.718,5 |
| 3.    | Itália         | 5077,0 | 3785,0 | 3193,0 | 2705,0 | 2616,0 | 2946,0 | 20.322,0 |
| 4.    | Rússia         | 5215,0 | 3886,0 | 2712,0 | 3457,5 | 3127,0 | 1627,5 | 20.025,0 |
| 5.    | Alemanha       | 4937,5 | 3985,0 | 5400,0 | 350,0  | 1960,0 | 2129,5 | 18.762,0 |
| 6.    | Austrália      | –      | 4897,5 | –      | 6367,5 | 6562,5 | 540,0  | 18.367,5 |
| 7.    | Nova Zelândia  | –      | 375,0  | 5879,5 | 6215,0 | 5790,0 | –      | 18.259,5 |
| 8.    | Países Baixos  | 5765,0 | 4776,0 | 4391,0 | 540,0  | –      | 2000,0 | 17.472,0 |
| 9.    | Reino Unido    | 6415,0 | 6555,0 | 1375,0 | –      | 1708,5 | 1395,0 | 17.448,5 |
| 10.   | Estados Unidos | 4890,0 | 1470,0 | 667,0  | 2305,0 | 2320,0 | 3881,0 | 15.533,0 |

## Homens

### Keirin

#### Resultados
| Lugar     | Vencedor          | Segundo          | Terceiro         |
| --------- | ----------------- | ---------------- | ---------------- |
| Minsk     | Harrie Lavreysen  | Denis Dmitriev   | Koyu Matsui      |
| Glasgow   | Sébastien Vigier  | Maximilian Levy  | Denis Dmitriev   |
| Hong Kong | Callum Saunders   | Jason Kenny      | Matthijs Büchli  |
| Cambridge | Azizulhasni Awang | Shane Perkins    | Matthew Glaetzer |
| Brisbane  | Kevin Quintero    | Matthew Glaetzer | Tomáš Bábek      |
| Milton    | Joachim Eilers    | Kevin Quintero   | Rafał Sarnecki   |

#### Classificação
| Pos. | Corredor          | MIN | GLA | HKG | CAM | BRI | MIL | Pts  |
| 1.   | Jai Angsuthasawit | 120 | 300 | 250 | 375 | 275 | 275 | 1595 |
| 2.   | Denis Dmitriev    | 450 | 400 | –   | 325 | 350 |     | 1525 |
| 3.   | Kevin Quintero    | 175 | 205 | –   | 190 | 500 | 450 | 1520 |
| 4.   | Shane Perkins     | 175 | 350 | –   | 450 | 80  | 325 | 1380 |
| 5.   | Kwesi Browne      | –   | –   | 175 | 250 | 350 | 225 | 1000 |
| 6.   | Matthijs Büchli   | 350 | 225 | 400 | –   | –   | –   | 975  |
| 7.   | Koyu Matsui       | 400 | 175 | –   | –   | –   | 350 | 925  |
| 8.   | Hersony Canelón   | 205 | 120 | 175 | 120 | 175 | –   | 915  |
| 9.   | Azizulhasni Awang | –   | –   | 325 | 500 | 80  | –   | 905  |
| 10.  | Vasilijus Lendel  | 225 | 275 | 1   | –   | –   | 375 | 876  |

### Velocidade

#### Resultados
| Lugar     | Vencedor         | Segundo          | Terceiro         |
| --------- | ---------------- | ---------------- | ---------------- |
| Minsk     | Harrie Lavreysen | Jeffrey Hoogland | Matthijs Büchli  |
| Glasgow   | Harrie Lavreysen | Jeffrey Hoogland | Tomohiro Fukaya  |
| Hong Kong | Harrie Lavreysen | Jeffrey Hoogland | Tomohiro Fukaya  |
| Cambridge | Mateusz Rudyk    | Tomohiro Fukaya  | Yudai Nitta      |
| Brisbane  | Mateusz Rudyk    | Sam Webster      | Matthew Glaetzer |
| Milton    | Mateusz Rudyk    | Quentin Caleyron | Rayan Helal      |

#### Classificação
| Pos. | Corredor           | MIN | GLA | HKG | CAM | BRI | MIL | Pts  |
| 1.   | Mateusz Rudyk      | 350 | 375 | 375 | 500 | 500 | 500 | 2600 |
| 2.   | Harrie Lavreysen   | 500 | 500 | 500 | –   | –   | –   | 1500 |
| 3.   | Jeffrey Hoogland   | 450 | 450 | 450 | –   | –   | –   | 1350 |
| 4.   | Jair Tjon En Fa    | –   | 275 | 325 | 250 | 375 | 120 | 1345 |
| 5.   | Tomohiro Fukaya    | –   | 400 | 400 | 450 | –   | –   | 1250 |
| 6.   | Sándor Szalontay   | 100 | 110 | 145 | 350 | 250 | 205 | 1160 |
| 7.   | Vasilijus Lendel   | 250 | 325 | 160 | –   | –   | 300 | 1035 |
| 8.   | Juan Peralta       | 175 | 175 | 120 | 160 | 160 | 190 | 980  |
| 9.   | Pavel Yakushevskiy | 205 | 190 | –   | 225 | 275 | –   | 895  |
| 10.  | Nicholas Paul      | –   | –   | 250 | 275 | 225 | 100 | 850  |

### Velocidade por equipas

#### Resultados
| Lugar     | Vencedor                                                                                        | Segundo                                                                             | Terceiro                                                                                 |
| --------- | ----------------------------------------------------------------------------------------------- | ----------------------------------------------------------------------------------- | ---------------------------------------------------------------------------------------- |
| Minsk     | Países Baixos · Jeffrey Hoogland · Harrie Lavreysen · Nils van 't Hoenderdaal · Sam Ligtlee (q) | Reino Unido · Jack Carlin · Jason Kenny · Ryan Owens                                | Beat Cycling Clube Theo Bos Matthijs Büchli Roy van den Berg                             |
| Glasgow   | Países Baixos · Jeffrey Hoogland · Harrie Lavreysen · Nils van 't Hoenderdaal · Sam Ligtlee (q) | Reino Unido · Jack Carlin · Ryan Owens · Joseph Truman · Jason Kenny (q)            | França · Quentin Caleyron · Melvin Landerneau · Sébastien Vigier · Michaël D'Almeida (q) |
| Hong Kong | Países Baixos · Roy van den Berg · Harrie Lavreysen · Jeffrey Hoogland                          | Alemanha · Timo Bichler · Stefan Bötticher · Eric Engler                            | França · Grégory Baugé · Rayan Helal · Michaël D'Almeida                                 |
| Cambridge | Japão · Kazuki Amagai · Tomohiro Fukaya · Yudai Nitta                                           | Polónia · Maciej Bielecki · Patryk Rajkowski · Mateusz Rudyk · Krzysztof Maksel (q) | Nova Zelândia · Edward Dawkins · Ethan Mitchell · Sam Webster                            |
| Brisbane  | Japão · Tomohiro Fukaya · Yoshitaku Nagasako · Yudai Nitta                                      | Polónia · Maciej Bielecki · Mateusz Rudyk · Krzysztof Maksel · Patryk Rajkowski (q) | Nova Zelândia · Samuel Dakin · Ethan Mitchell · Sam Webster                              |
| Milton    | França · Quentin Caleyron · Florian Grengbo · Quentin Lafargue                                  | Polónia · Maciej Bielecki · Krzysztof Maksel · Mateusz Rudyk · Rafał Sarnecki (q)   | China · Guo Shuai · Luo Yongjia · Zhang Miao                                             |

#### Classificação
| Pos. | Equipe            | MIN   | GLA   | HKG   | CAM   | BRI   | MIL   | Pts    |
| 1.   | Polónia           | 525,0 | 487,5 | 525,0 | 675,0 | 675,0 | 675,0 | 3562,5 |
| 2.   | Rússia            | 450,0 | 525,0 | 375,0 | 487,5 | 525,0 | 487,5 | 2850,0 |
| 3.   | França            | 562,5 | 600,0 | 600,0 | –     | –     | 750,0 | 2512,5 |
| 4.   | Japão             | –     | –     | 487,5 | 750,0 | 750,0 | 412,5 | 2400,0 |
| 5.   | China             | 337,5 | 337,5 | 375,0 | 375,0 | –     | 600   | 2362,5 |
| 6.   | Países Baixos     | 750,0 | 750,0 | 750,0 | –     | –     | –     | 2250,0 |
| 7.   | Reino Unido       | 675,0 | 675,0 | –     | –     | 562,5 | –     | 1912,5 |
| 8.   | Nova Zelândia     | –     | –     | 562,5 | 600,0 | 600,0 | –     | 1762,5 |
| 9.   | Alemanha          | 412,5 | –     | 675,0 | –     | –     | 562,5 | 1650,0 |
| 10.  | Trinidad e Tobago | –     | –     | 412,5 | 562,5 | 487,5 | –     | 1462,5 |

### Perseguição individual

#### Resultados
| Lugar | Vencedor      | Segundo        | Terceiro      |
| ----- | ------------- | -------------- | ------------- |
| Minsk | Filippo Ganna | John Archibald | Ashton Lambie |

#### Classificação
| Pos. | Corredor             | MIN | Pts |
| 1.   | Filippo Ganna        | 500 | 500 |
| 2.   | John Archibald       | 450 | 450 |
| 3.   | Ashton Lambie        | 400 | 400 |
| 4.   | Stefan Bissegger     | 375 | 375 |
| 5.   | Alexander Evtushenko | 350 | 350 |
| 6.   | Domenic Weinstein    | 325 | 325 |
| 7.   | Corentin Ermenault   | 300 | 300 |
| 8.   | Rune Herregodts      | 275 | 275 |
| 9.   | Mikhail Shemetau     | 250 | 250 |
| 10.  | Daniel Staniszewski  | 225 | 225 |

### Perseguição por equipas

#### Resultados
| Lugar     | Vencedor                                                                                                | Segundo                                                                                               | Terceiro                                                                                           |
| --------- | --- | --- | -------------------------------------------------------------------------------------------------- |
| Minsk     | Dinamarca · Lasse Norman Hansen · Julius Johansen · Frederik Madsen · Rasmus Pedersen                   | França · Thomas Denis · Corentin Ermenault · Valentin Tabellion · Benjamin Thomas                     | Itália · Elia Viviani · Simone Consonni · Filippo Ganna · Francesco Lamon · Davide Plebani (q)     |
| Glasgow   | Dinamarca · Lasse Norman Hansen · Julius Johansen · Frederik Madsen · Rasmus Pedersen                   | Itália · Francesco Lamon · Simone Consonni · Filippo Ganna · Michele Scartezzini · Liam Bertazzo (q)  | França · Benjamin Thomas · Corentin Ermenault · Valentin Tabellion · Thomas Denis                  |
| Hong Kong | Alemanha · Félix Groß · Theo Reinhardt · Leon Rohde · Domenic Weinstein                                 | Nova Zelândia · Tom Sexton · Dylan Kennett · Nicholas Kergozou · Corbin Strong · Campbell Stewart (q) | Suíça · Théry Schir · Valère Thiébaud · Cyrille Thièry · Alex Vogel                                |
| Cambridge | Suíça · Robin Froidevaux · Claudio Imhof · Stefan Bissegger · Lukas Rüegg · Mauro Schmid (q)            | Austrália · Sam Welsford · Leigh Howard · Alexander Porter · Cameron Scott · Kelland O'Brien (q)      | Nova Zelândia · Aarón Gate · Regan Gough · Dylan Kennett · Jordan Kerby · Nicholas Kergozou (q)    |
| Brisbane  | Austrália · Sam Welsford · Leigh Howard · Kelland O'Brien · Alexander Porter · Lucas Plapp (q)          | Nova Zelândia · Campbell Stewart · Jordan Kerby · Tom Sexton · Corbin Strong · Regan Gough (q)        | Suíça · Robin Froidevaux · Claudio Imhof · Stefan Bissegger · Mauro Schmid                         |
| Milton    | França · Benjamin Thomas · Thomas Denis · Corentin Ermenault · Kévin Vauquelin · Valentin Tabellion (q) | Itália · Davide Boscaro · Carloalberto Giordani · Giulio Masotto · Gidas Umbri · Stefano Moro (q)     | Canadá · Jackson Kinniburgh · Evan Burtnik · Chris Ernst · Amiel Flett-Brown · Sean Richardson (q) |

#### Classificação
| Pos. | Equipa                  | MIN  | GLA  | HKG  | CAM  | BRI  | MIL  | Pts  |
| ---- | ----------------------- | ---- | ---- | ---- | ---- | ---- | ---- | ---- |
| 1.   | Itália                  | 800  | 900  | 750  | 650  | 600  | 900  | 4600 |
| 2.   | Suíça                   | 650  | 650  | 800  | 1000 | 800  | –    | 3900 |
| 3.   | Rússia                  | 700  | 500  | 700  | 750  | 550  | –    | 3200 |
| 4.   | Alemanha                | 750  | 550  | 1000 | –    | 750  | –    | 3050 |
| 5.   | Canadá                  | –    | –    | 650  | 700  | 650  | 800  | 2800 |
| 6.   | França                  | 900  | 800  | –    | –    | –    | 1000 | 2700 |
| 7.   | Nova Zelândia           | –    | –    | 900  | 800  | 900  | –    | 2600 |
| 8.   | Dinamarca               | 1000 | 1000 | 550  | –    | –    | –    | 2550 |
| 9.   | Austrália               | –    | 600  | –    | 900  | 1000 | –    | 2500 |
| 10.  | Huub Wattbike Test Team | 600  | 700  | –    | –    | 700  | –    | 2000 |

### Scratch

#### Resultados
| Lugar     | Vencedor         | Segundo            | Terceiro           |
| --------- | ---------------- | ------------------ | ------------------ |
| Minsk     | Yauheni Karaliok | Sebastián Mora     | Eric Young         |
| Glasgow   | Félix English    | Sebastián Mora     | Maximilian Beyer   |
| Hong Kong | Roy Eefting      | Christos Volikakis | Corbin Strong      |
| Cambridge | Roman Gladysh    | Roy Eefting        | Christos Volikakis |

#### Classificação
| Pos. | Corredor              | MIN | GLA | HKG | CAM | Pts  |
| 1.   | Christos Volikakis    | –   | 250 | 450 | 400 | 1100 |
| 2.   | Yauheni Karaliok      | 500 | –   | 175 | 375 | 1050 |
| 3.   | Sebastián Mora        | 450 | 450 | 90  | –   | 990  |
| 4.   | Roy Eefting           | –   | –   | 500 | 450 | 950  |
| 5.   | Roman Gladysh         | 275 | 120 | –   | 500 | 895  |
| 6.   | Carloalberto Giordani | –   | –   | 375 | 350 | 725  |
| 7.   | Félix English         | –   | 500 | 205 | –   | 705  |
| 8.   | Eric Young            | 400 | 275 | –   | –   | 675  |
| 9.   | Viktor Filutas        | 300 | –   | 160 | 175 | 635  |
| 10.  | Iúri Leitão           | 325 | 300 | –   | –   | 625  |

### Corrida por pontos

#### Resultados
| Lugar | Vencedor     | Segundo        | Terceiro     |
| ----- | ------------ | -------------- | ------------ |
| Minsk | Mark Stewart | Sebastián Mora | Andreas Graf |

#### Classificação
| Pos. | Corredor           | MIN | Pts |
| 1.   | Mark Stewart       | 500 | 500 |
| 2.   | Sebastián Mora     | 450 | 450 |
| 3.   | Andreas Graf       | 400 | 400 |
| 4.   | Kenny De Ketele    | 375 | 375 |
| 5.   | Florian Maitre     | 350 | 350 |
| 6.   | Raman Ramanau      | 325 | 325 |
| 7.   | Moritz Malcharek   | 300 | 300 |
| 8.   | Vitaliy Hryniv     | 275 | 275 |
| 9.   | Christos Volikakis | 250 | 250 |
| 10.  | Sergey Rostovtsev  | 225 | 225 |

### Americanas

#### Resultados
| Lugar     | Vencedor                                           | Segundo                                       | Terceiro                                       |
| --------- | -------------------------------------------------- | --------------------------------------------- | ---------------------------------------------- |
| Minsk     | Dinamarca · Lasse Norman Hansen · Michael Mørkøv   | França · Bryan Coquard · Benjamin Thomas      | Espanha · Albert Torres · Sebastián Mora       |
| Glasgow   | França · Benjamin Thomas · Donavan Grondin         | Reino Unido · Ethan Hayter · Oliver Wood      | Austrália · Sam Welsford · Leigh Howard        |
| Hong Kong | Alemanha · Roger Kluge · Theo Reinhardt            | Nova Zelândia · Tom Sexton · Campbell Stewart | Reino Unido · Mark Stewart · Fred Wright       |
| Cambridge | Nova Zelândia · Aarón Gate · Campbell Stewart      | Austrália · Kelland O'Brien · Cameron Meyer   | Itália · Michele Scartezzini · Francesco Lamon |
| Brisbane  | Austrália · Cameron Meyer · Sam Welsford           | Nova Zelândia · Aarón Gate · Thomas Sexton    | França · Morgan Kneisky · Kévin Vauquelin      |
| Milton    | Países Baixos · Yoeri Havik · Jan-Willem van Schip | Reino Unido · Ethan Hayter · Oliver Wood      | França · Donavan Grondin · Benjamin Thomas     |

#### Classificação
| Pos. | Equipa        | MIN | GLA | HKG | CAM | BRI | MIL | Pts  |
| 1.   | Itália        | 300 | 350 | 175 | 400 | 350 | 250 | 1825 |
| 2.   | França        | 450 | 500 | –   | –   | 400 | 400 | 1750 |
| 3.   | Suíça         | 250 | 225 | 375 | 160 | 375 | 350 | 1735 |
| 4.   | Reino Unido   | 350 | 450 | 400 | –   | –   | 450 | 1650 |
| 5.   | Hong Kong     | 190 | 175 | 205 | 250 | 325 | 275 | 1420 |
| 6.   | Irlanda       | 130 | 190 | 300 | 275 | 225 | 300 | 1420 |
| 7.   | Nova Zelândia | –   | –   | 450 | 500 | 450 | –   | 1400 |
| 8.   | Austrália     | –   | 400 | –   | 450 | 500 | –   | 1350 |
| 9.   | Áustria       | 205 | 275 | 160 | 300 | 190 | 175 | 1305 |
| 10.  | Espanha       | 500 | 375 | 350 | –   | –   | 160 | 1285 |

### Omnium

#### Resultados
| Lugar     | Vencedor             | Segundo             | Terceiro        |
| --------- | -------------------- | ------------------- | --------------- |
| Minsk     | Matthew Walls        | Elia Viviani        | Rui Oliveira    |
| Glasgow   | Benjamin Thomas      | Mark Stewart        | Francesco Lamon |
| Hong Kong | Campbell Stewart     | Roger Kluge         | Théry Schir     |
| Cambridge | Campbell Stewart     | Cameron Meyer       | Artyom Zakharov |
| Brisbane  | Aarón Gate           | Roger Kluge         | Eiya Hashimoto  |
| Milton    | Jan-Willem van Schip | Daniel Staniszewski | Gavin Hoover    |

#### Classificação
| Pos. | Corredor             | MIN | GLA | HKG | CAM | BRI | MIL | Pts  |
| 1.   | Christos Volikakis   | 250 | 225 | –   | 250 | 375 | 325 | 1425 |
| 2.   | Roger Kluge          | –   | 110 | 450 | 350 | 450 | –   | 1360 |
| 3.   | Ignacio Prado        | –   | 175 | 375 | 225 | 275 | 300 | 1350 |
| 4.   | Leung Ka-yu          | 190 | 120 | 325 | 190 | 120 | 160 | 1105 |
| 5.   | Jan-Willem van Schip | 300 | 250 | –   | –   | –   | 500 | 1050 |
| 6.   | Artyom Zakharov      | 160 | –   | 160 | 400 | 325 | –   | 1045 |
| 7.   | Campbell Stewart     | –   | –   | 500 | 500 | –   | –   | 1000 |
| 8.   | Daniel Staniszewski  | –   | –   | –   | 325 | 225 | 450 | 1000 |
| 9.   | Raman Tsishkou       | 350 | –   | 110 | 175 | –   | 275 | 910  |
| 10.  | Gavin Hoover         | –   | 145 | 350 | –   | –   | 400 | 895  |

## Mulheres

### Keirin

#### Resultados
| Lugar     | Vencedor            | Segundo          | Terceiro         |
| --------- | ------------------- | ---------------- | ---------------- |
| Minsk     | Emma Hinze          | Mathilde Gros    | Lee Hye-jin      |
| Glasgow   | Katy Marchant       | Emma Hinze       | Mathilde Gros    |
| Hong Kong | Lee Hye-jin         | Lyubov Basova    | Yuka Kobayashi   |
| Cambridge | Lee Hye-jin         | Lauriane Genest  | Stephanie Morton |
| Brisbane  | Martha Bayona       | Stephanie Morton | Nicky Degrendele |
| Milton    | Laurine van Riessen | Helena Casas     | Madalyn Godby    |

#### Classificação
| Pos. | Corredora           | MIN | GLA | HKG | CAM | BRI | MIL | Pts  |
| 1.   | Lyubov Basova       | –   | 205 | 450 | 350 | 375 | 325 | 1705 |
| 2.   | Lee Hye-jin         | 450 | 175 | 500 | 500 | –   | –   | 1625 |
| 3.   | Martha Bayona       | 375 | 175 | –   | 120 | 500 | 350 | 1520 |
| 4.   | Emma Hinze          | 500 | 450 | 375 | –   | –   | –   | 1325 |
| 5.   | Lauriane Genest     | –   | –   | 250 | 450 | 190 | 300 | 1190 |
| 6.   | Lee Wai-sze         | 350 | 275 | 350 | –   | 205 | –   | 1180 |
| 7.   | Nicky Degrendele    | 100 | 100 | 1   | 175 | 400 | 375 | 1151 |
| 8.   | Urszula Łouś        | 175 | 375 | 300 | 225 | –   | –   | 1075 |
| 9.   | Mathilde Gros       | 450 | 400 | –   | –   | –   | 205 | 1055 |
| 10.  | Laurine van Riessen | 175 | 190 | 175 | –   | –   | 500 | 1040 |

### Velocidade

#### Resultados
| Lugar     | Vencedor            | Segundo           | Terceiro          |
| --------- | ------------------- | ----------------- | ----------------- |
| Minsk     | Lee Wai-sze         | Anastasia Voinova | Emma Hinze        |
| Glasgow   | Lee Wai-sze         | Emma Hinze        | Olena Starikova   |
| Hong Kong | Lee Wai-sze         | Emma Hinze        | Kelsey Mitchell   |
| Cambridge | Anastasia Voinova   | Kelsey Mitchell   | Stephanie Morton  |
| Brisbane  | Lee Wai Sze         | Stephanie Morton  | Anastasia Voinova |
| Milton    | Laurine van Riessen | Kelsey Mitchell   | Madalyn Godby     |

#### Classificação
| Pos. | Corredora           | MIN | GLA | HKG | CAM | BRI | MIL | Pts  |
| 1.   | Lee Wai-sze         | 500 | 500 | 500 | –   | 500 |     | 2000 |
| 2.   | Kelsey Mitchell     | –   | –   | 400 | 450 | 250 | 450 | 1550 |
| 3.   | Olena Starikova     | 175 | 400 | 375 | 275 | 300 | –   | 1525 |
| 4.   | Anastasia Voinova   | 450 | –   | –   | 500 | 400 | –   | 1350 |
| 5.   | Emma Hinze          | 400 | 450 | 450 | –   | –   | –   | 1350 |
| 6.   | Laurine van Riessen | 300 | 300 | 190 | –   | –   | 500 | 1290 |
| 7.   | Martha Bayona       | 145 | 275 | –   | 205 | 375 | 205 | 1205 |
| 8.   | Jessica Salazar     | –   | –   | 300 | 300 | 175 | 350 | 1125 |
| 9.   | Mandy Marquardt     | 375 | 175 | 225 | –   | –   | 325 | 1100 |
| 10.  | Katy Marchant       | 350 | 350 | –   | –   | 275 | –   | 975  |

### Velocidade por equipas

#### Resultados
| Lugar     | Vencedor                                        | Segundo                                               | Terceiro                                               |
| --------- | ----------------------------------------------- | ----------------------------------------------------- | ------------------------------------------------------ |
| Minsk     | RusVelo Daria Shmeleva Ekaterina Rogovaya       | Rússia · Natalia Antonova · Ekaterina Gnidenko        | Team Erdgas.2012 Lea Sophie Friedrich Pauline Grabosch |
| Glasgow   | Rússia · Daria Shmeleva · Ekaterina Rogovaya    | China · Zhong Tianshi · Zhuang Wei                    | Team Erdgas.2012 Lea Sophie Friedrich Pauline Grabosch |
| Hong Kong | Alemanha · Pauline Grabosch · Emma Hinze        | China · Lin Junhong · Zhong Tianshi · Chen Feifei (q) | Tiñió Nacional Track Stars Zhang Linyin Zhuang Wei     |
| Cambridge | Nova Zelândia · Natasha Hansen · Olivia Podmore | Polónia · Marlena Karwacka · Urszula Łouś             | Gazprom-RusVelo Daria Shmeleva Ekaterina Rogovaya      |
| Brisbane  | Polónia · Marlena Karwacka · Urszula Łouś       | Rússia · Ekaterina Rogovaya · Anastasia Voinova       | Austrália · Stephanie Morton · Caitlin Ward            |
| Milton    | Canadá · Lauriane Genest · Kelsey Mitchell      | Polónia · Marlena Karwacka · Urszula Łouś             | Lituânia · Simona Krupeckaitė · Miglė Marozaitė        |

#### Classificação
| Pos. | Equipa        | MIN | GLA | HKG | CAM | BRI | MIL | Pts  |
| 1.   | Polónia       | 300 | 275 | 375 | 450 | 500 | 450 | 2350 |
| 2.   | China         | 325 | 450 | 450 | 350 | 325 | –   | 1900 |
| 3.   | Rússia        | 450 | 500 | 250 | –   | 450 | –   | 1650 |
| 4.   | Espanha       | 275 | 225 | 175 | 250 | 225 | –   | 1450 |
| 5.   | Lituânia      | 225 | 160 | 225 | 300 | 275 | 400 | 1425 |
| 6.   | Colômbia      | 250 | 250 | –   | 275 | 300 | 325 | 1400 |
| 7.   | México        | –   | –   | 190 | 500 | 375 | 375 | 1300 |
| 8.   | Ucrânia       | 225 | 160 | 225 | 300 | 275 | –   | 1185 |
| 9.   | Nova Zelândia | –   | –   | 190 | 500 | 375 | –   | 1065 |
| 10.  | Coreia do Sul | 205 | 190 | 205 | 225 | 205 | –   | 1030 |

### Perseguição por equipas

#### Resultados
| Lugar     | Vencedor                                                                                                 | Segundo | Terceiro |
| --------- | --- | --- | --- |
| Minsk     | Estados Unidos · Jennifer Valente · Christina Birch · Chloé Dygert · Emma White                          | Alemanha · Franziska Brauße · Lisa Brennauer · Lisa Klein · Gudrun Stock · Mieke Kröger (q)                 | Itália · Letizia Paternoster · Martina Alzini · Elisa Balsamo · Marta Cavalli · Vittoria Guazzini (q)          |
| Glasgow   | Reino Unido · Neah Evans · Katie Archibald · Elinor Barker · Eleanor Dickinson                           | Alemanha · Franziska Brauße · Lisa Klein · Lisa Brennauer · Gudrun Stock · Mieke Kröger (q)                 | Itália · Vittoria Guazzini · Chiara Consonni · Simona Frapporti · Silvia Valsecchi                             |
| Hong Kong | Nova Zelândia · Michaela Drummond · Emily Shearman · Nicole Shields · Ally Wollaston · Jessie Hodges (q) | Bélgica · Jolien D'Hoore · Lotte Kopecky · Shari Bossuyt · Annelies Dom · Gilke Croket (q)                  | Coreia do Sul Jang Su-ji Kang Hyun-kyung Lee Ju-mi Na Ah-reum                                                  |
| Cambridge | Nova Zelândia · Rushlee Buchanan · Bryony Botha · Holly Edmondston · Kirstie James · Jaime Nielsen (q)   | Austrália · Ashlee Ankudinoff · Georgia Baker · Annette Edmondson · Maeve Plouffe · Alexandra Manly (q)     | Canadá · Allison Beveridge · Jasmin Duehring · Annie Foreman-Mackey · Georgia Simmerling                       |
| Brisbane  | Austrália · Ashlee Ankudinoff · Georgia Baker · Annette Edmondson · Maeve Plouffe · Alexandra Manly (q)  | Nova Zelândia · Bryony Botha · Rushlee Buchanan · Holly Edmondston · Racquel Sheath · Michaela Drummond (q) | Canadá · Allison Beveridge · Jasmin Duehring · Annie Foreman-Mackey · Georgia Simmerling · Ariane Bonhomme (q) |
| Milton    | Estados Unidos · Jennifer Valente · Chloé Dygert · Emma White · Lily Williams (q)                        | França · Clara Copponi · Coralie Demay · Valentine Fortin · Marie Le Net                                    | Canadá · Devaney Collier · Erin Attwell · Miriam Brouwer · Kinley Gibson · Ariane Bonhomme (q)                 |

#### Classificação
| Pos. | Equipa         | MIN  | GLA | HKG  | CAM  | BRI  | MIL  | Pts  |
| 1.   | Alemanha       | 900  | 900 | 750  | –    | 600  | 650  | 3800 |
| 2.   | Estados Unidos | 1000 | –   | –    | 600  | 750  | 1000 | 3350 |
| 3.   | França         | 750  | 750 | –    | –    | 700  | 900  | 3100 |
| 4.   | Bélgica        | 650  | 700 | 900  | –    | –    | 750  | 3000 |
| 5.   | Itália         | 800  | 800 | 700  | –    | 650  | –    | 2950 |
| 6.   | Nova Zelândia  | –    | –   | 1000 | 1000 | 900  | –    | 2900 |
| 7.   | Austrália      | –    | 650 | –    | 900  | 1000 | –    | 2550 |
| 8.   | Coreia do Sul  | –    | –   | 800  | 650  | 500  | 600  | 2550 |
| 9.   | Canadá         | –    | –   | –    | 800  | 800  | 800  | 2400 |
| 10.  | Polónia        | 550  | 550 | –    | 700  | 550  | –    | 2350 |

### Scratch

#### Resultados
| Lugar     | Vencedor             | Segundo             | Terceiro         |
| --------- | -------------------- | ------------------- | ---------------- |
| Minsk     | Kirsten Wild         | Martina Fidanza     | Jennifer Valente |
| Glasgow   | Karolina Karasiewicz | Anastasia Tchulkova | Diana Klimova    |
| Hong Kong | Anita Stenberg       | Verena Eberhardt    | Maria Martins    |
| Cambridge | Holly Edmondston     | Olga Zabelinskaïa   | Lydia Gurley     |

#### Classificação
| Pos. | Corredora           | MIN | GLA | HKG | CAM | Pts  |
| 1.   | Anastasia Tchulkova | 225 | 450 | 275 | 225 | 1175 |
| 2.   | Martina Fidanza     | 450 | –   | 300 | 145 | 895  |
| 3.   | Jennifer Valente    | 400 | –   | –   | 350 | 750  |
| 4.   | Anita Stenberg      | 60  | –   | 500 | 175 | 735  |
| 5.   | Maria Martins       | –   | –   | 400 | 300 | 700  |
| 6.   | Łucja Pietrzak      | 350 | –   | –   | 275 | 625  |
| 7.   | Olga Zabelinskaïa   | –   | –   | 80  | 450 | 530  |
| 8.   | Verena Eberhardt    | 70  | –   | 450 | –   | 520  |
| 9.   | Ana Usabiaga        | 110 | 130 | 120 | 160 | 520  |
| 10.  | Holly Edmondston    | –   | –   | –   | 500 | 500  |

### Corrida por pontos

#### Resultados
| Lugar | Vencedor         | Segundo                   | Terceiro           |
| ----- | ---------------- | ------------------------- | ------------------ |
| Minsk | Jennifer Valente | Maria Giulia Confalonieri | Tatsiana Sharakova |

#### Classificação
| Pos. | Corredora                 | MIN | Pts |
| 1.   | Jennifer Valente          | 500 | 500 |
| 2.   | Maria Giulia Confalonieri | 450 | 450 |
| 3.   | Tatsiana Sharakova        | 400 | 400 |
| 4.   | Amy Pieters               | 375 | 375 |
| 5.   | Anita Stenberg            | 350 | 350 |
| 6.   | Charlotte Becker          | 325 | 325 |
| 7.   | Leung Bo Yee              | 300 | 300 |
| 8.   | Verena Eberhardt          | 275 | 275 |
| 9.   | Anastasia Tchulkova       | 250 | 250 |
| 10.  | Victoria Berteau          | 225 | 225 |

### Americanas

#### Resultados
| Lugar     | Vencedor                                      | Segundo                                        | Terceiro                                          |
| --------- | --------------------------------------------- | ---------------------------------------------- | ------------------------------------------------- |
| Minsk     | Países Baixos · Kirsten Wild · Amy Pieters    | Reino Unido · Laura Kenny · Emily Nelson       | França · Clara Copponi · Marie Le Net             |
| Glasgow   | Austrália · Annette Edmondson · Georgia Baker | Reino Unido · Katie Archibald · Elinor Barker  | Países Baixos · Kirsten Wild · Amy Pieters        |
| Hong Kong | Dinamarca · Julie Leth · Trine Schmidt        | Nova Zelândia · Jessie Hodges · Nicole Shields | Itália · Chiara Consonni · Vittoria Guazzini      |
| Cambridge | Austrália · Georgia Baker · Alexandra Manly   | Polónia · Daria Pikulik · Nikol Plosaj         | Nova Zelândia · Michaela Drummond · Jessie Hodges |
| Brisbane  | Austrália · Georgia Baker · Annette Edmondson | França · Clara Copponi · Marie Le Net          | Estados Unidos · Christina Birch · Kendall Ryan   |
| Milton    | Reino Unido · Neah Evans · Laura Kenny        | Bélgica · Jolien D'Hoore · Lotte Kopecky       | Estados Unidos · Megan Jastrab · Jennifer Valente |

#### Classificação
| Pos. | Equipa         | MIN | GLA | HKG | CAM | BRI | MIL | Pts  |
| 1.   | Itália         | 275 | 190 | 400 | 325 | 350 | 375 | 1915 |
| 2.   | Irlanda        | 160 | 325 | 275 | 300 | 275 | 300 | 1635 |
| 3.   | China          | 205 | 175 | 325 | 350 | 325 | 225 | 1605 |
| 4.   | Austrália      | –   | 500 | –   | 500 | 500 | –   | 1500 |
| 5.   | Estados Unidos | 350 | –   | –   | 275 | 400 | 400 | 1425 |
| 6.   | Reino Unido    | 450 | 450 | –   | –   | –   | 500 | 1400 |
| 7.   | França         | 400 | 225 | –   | –   | 450 | 325 | 1400 |
| 8.   | Polónia        | 375 | 275 | –   | 450 | 300 | –   | 1400 |
| 9.   | Bélgica        | 300 | 300 | 350 | –   | –   | 450 | 1400 |
| 10.  | Rússia         | 225 | 375 | 375 | –   | –   | 350 | 1325 |

### Omnium

#### Resultados
| Lugar     | Vencedor         | Segundo             | Terceiro          |
| --------- | ---------------- | ------------------- | ----------------- |
| Minsk     | Jennifer Valente | Letizia Paternoster | Laura Kenny       |
| Glasgow   | Kirsten Wild     | Olga Zabelinskaïa   | Annette Edmondson |
| Hong Kong | Yumi Kajihara    | Maria Martins       | Jolien D'Hoore    |
| Cambridge | Yumi Kajihara    | Jennifer Valente    | Allison Beveridge |
| Brisbane  | Jennifer Valente | Allison Beveridge   | Holly Edmondston  |
| Milton    | Jennifer Valente | Letizia Paternoster | Emily Kay         |

#### Classificação
| Pos. | Corredora         | MIN | GLA | HKG | CAM | BRI | MIL | Pts  |
| 1.   | Jennifer Valente  | 500 | –   | –   | 450 | 500 | 500 | 1950 |
| 2.   | Maria Martins     | 205 | 205 | 450 | –   | 375 | 325 | 1560 |
| 3.   | Anita Stenberg    | 175 | 300 | 350 | 275 | 275 | 130 | 1505 |
| 4.   | Yumi Kajihara     | –   | 375 | 500 | 500 | –   | –   | 1375 |
| 5.   | Olga Zabelinskaïa | 90  | 450 | 145 | 225 | 205 | 175 | 1290 |
| 6.   | Lee Sze-wing      | 190 | 110 | 300 | 300 | 130 | 110 | 1140 |
| 7.   | Jolien D'Hoore    | 275 | –   | –   | –   | –   | 375 | 1050 |
| 8.   | Daria Pikulik     | 375 | 325 | –   | 350 | –   | –   | 1050 |
| 9.   | Allison Beveridge | –   | 160 | –   | 400 | 450 | –   | 1010 |
| 10.  | Emily Kay         | 145 | 145 | 275 | –   | –   | 400 | 965  |